# 座旗增二
御夫座47，又名BD+46 1149，HD 45466、SAO 41130、HR 2338，是御夫座的一颗恒星，视星等为5.9，位于銀經168.2，銀緯15.95，其B1900.0坐标为赤經6h 22m 34.7s，赤緯+46° 15.95′ 57″。